# یغلاوی

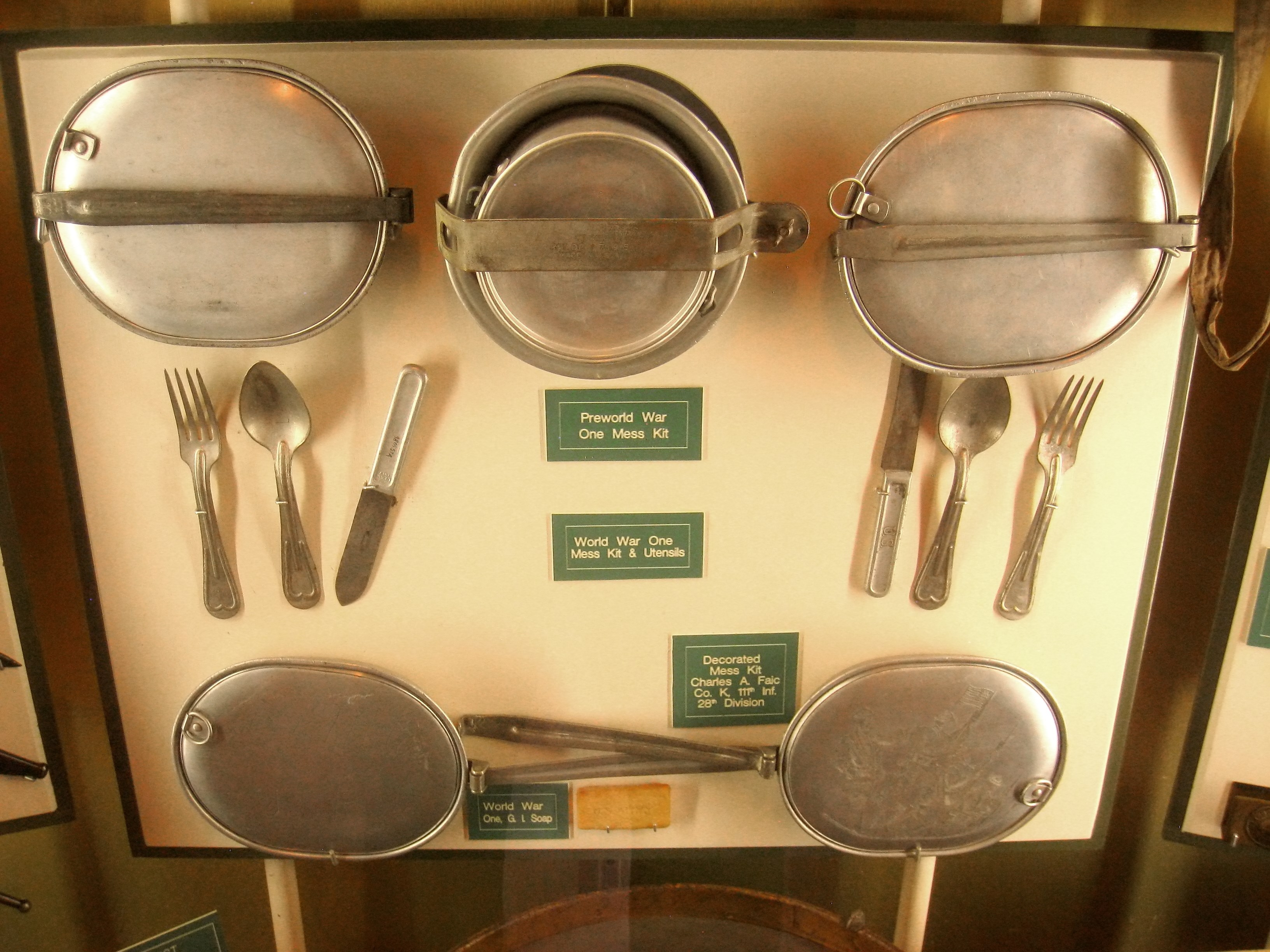
US Army mess kits - IMG 1506

یغلاوی یا یغلوی به ظرف غذای فلزی استوانه‌ای دردار و دارای دسته گفته می‌شود که به خصوص برای توزیع غذا در سربازخانه و زندان به کار می‌رود.
در زبان مازندرانی واژه «لَوی» یا «لَوه» بمعنی دیگ است.